# Ханка (језеро)
Ханка (рус. Ханка) је језеро у Русији и Кини. Налази се на територији Приморске Покрајине и Хејлунгђанга. Површина језера износи 4 190 km².